# Тараскон, Жан-Мари
Жан-Мари Тараскон (фр. Jean-Marie Tarascon; род. 21 сентября 1953, Марманд, Франция) — французский химик, специалист мирового уровня в области химии твердого тела, материаловедения, электрохимии и систем хранения электрохимической энергии; пионер в разработке литий-ионных аккумуляторов.
Член Французской академии наук (2004; корреспондент с 1999), иностранный член Лондонского королевского общества (2014).

## Биография
Жан-Мари Тараскон родился в 1953 году на семейной ферме в предместье города Марманд департамента Лот-и-Гаронн, расположенного между городами Бордо и Тулуза.
С детства увлекался спортом, много играл в регби. В школе в качестве обязательного иностранного языка он выбрал испанский, чтобы летом свободно общаться с рабочими на ферме. Так получилось, что Жан-Мари во время учёбы нигде не изучал английский язык: занятия были необязательными, и он перестал их посещать спустя всего три месяца.
В старшей школе его гораздо больше интересовала агротехника, нежели наука. Однако родители настояли на получении высшего образования со специализацией, и будущий профессор химии Жан-Мари Тараскон поступил в университет Бордо I где и получил образование. В 1977 году он получил диплом инженера в области химического машиностроения, в 1978 году — степень магистра M.S. по направлениям физики и химии, в 1981 году защитил диссертацию на степень Ph.D. по химии твердого тела.
После получения степени Ph.D. он несколько лет работал в докторантуре в Корнеллском университете (штат Нью-Йорк, США) и проводил исследования материалов с высокотемпературной сверхпроводимостью.
С 1982 по декабрь 1994 года Жан-Мари Тараскон работал по специальности химик-исследователь в одном из ведущих мировых научно-исследовательских центров в области телекоммуникаций — лаборатории Bell и её подразделении Bellcore (Bell Communications Research, Inc.) (штат Нью-Джерси, США). Областью исследований сначала являлись материалы с высокотемпературной сверхпроводимостью, затем разработки велись в области систем хранения и накопления энергии.
С августа 1983 по март 1989 года он работал старшим научным сотрудником отделения химии твердого тела в Bellcore. В 1988 году он был переведен на должность ведущего научного сотрудника в Bellcore. В мае 1989 года Тараскон был назначен директором Группы хранения энергии в Bellcore. В его обязанности входило определение и планирование направлений исследований батарей, которые в итоге привели к разработке первой литий-ионной батареи. В 1994 году он занял должность главного научного сотрудника в Bellcore.
Тараскон женился, у него родился ребёнок. В январе 1995 года в связи с экономическим кризисом в США и сокращением финансирования исследовательской деятельности его семья вернулась во Францию. Тем более они с женой хотели воспитать ребёнка в соответствии с французскими традициями.
С января 1995 по декабрь 2008 года Жан-Мари Тараскон был профессором химии в университете Пикардии Жюль Верна в Амьене и руководил лабораторией синтеза и химии твердого тела LRCS (фр.), курируемой университетом и НЦНИ Франции.
В 2003 году профессор Жан-Мари Тараскон был инициатором создания первой Европейской исследовательской сети ALISTORE-European research institute (англ.) для проведения совместных исследований литий-ионных батарей на международном уровне и возглавлял её до 2010 года. С 2007 по 2010 год он возглавлял Институт химии в университете Пикардии Жюль Верна.
С января 2009 по май 2013 года он занимал должность заслуженного профессора химии в университете Пикардии Жюль Верна. При этом параллельно, с 2010 по 2011 год], он возглавлял кафедру «Устойчивая энергия — общество и окружающая среда» в Коллеж де Франс.
В 2011 году профессор Тараскон основал Французскую сеть RS2E исследований и технологий по хранению электрохимической энергии (фр.) под эгидой НЦНИ и возглавил её совместно с Патрисом Симоном, профессором материаловедения университета Тулуза III Поль Сабатье (фр.).
С июня 2013 года по настоящее время Жан-Мари Тараскон занимает должность профессора химии и заведующего кафедрой «Химия твердого тела и Энергия» (фр.) в Коллеж де Франс.

## Научная деятельность

### Университет Бордо
В 1978 году Жан-Мари Тараскон поступил в аспирантуру университета Бордо на кафедру физической химии в лабораторию химии твердого тела, возглавляемую её основателем − профессором Полем Хагенмюллером, одним из самых выдающихся французских химиков второй половины XX века.
Профессор Хагенмюллер, один из основателей химии твердого тела тела в Европе, проводил научные исследования на стыке химии, физики и материаловедения, при этом способствовал их реализации в промышленности и интернационализации науки. Его исключительные педагогические качества собрали вокруг себя молодую, энергичную и мотивированную команду. К тому же начало научной деятельности Тараскона пришлось на период великих перемен − нефтяные кризисы 1973 и 1979 − 1980 годов продиктовали химикам необходимость снижения температуры синтезов исследуемых материалов, что привело к развитию низкотемпературной «мягкой химии».

Во время обучения Тараскона в аспирантуре лабораторию французских ученых в рамках научного обмена по зарождающейся химии высокотемпературных сверхпроводников (ВТСП) посетил японский учёный-физик M. Kasaya из университета Тохоку (Сендай). С японским коллегой Тараскон проработал два года. Они вдвоём проводили эксперименты и обсуждали их результаты, что привело ко многим новым открытиям. Во время бесед на английском языке ученые прекрасно понимали друг друга, поэтому Тараскон считал, что у него прекрасный английский.
На втором году обучения Тараскона заинтересовала тема магнетизма в курсе неорганической химии, и он впервые за годы учёбы пошёл в библиотеку, чтобы детальнее разобраться в этом явлении. В итоге это направление настолько его увлекло, что в конце обучения он решил писать диссертацию по теме электромагнитного взаимодействия.
В 1981 году Тараскон защитил диссертацию на степень Ph.D. по химии твердого тела под руководством профессора Поля Хагенмюллера и его будущего приемника Жана Этурно, возглавляющего лабораторию с 1986 года.

### США: лаборатории Bell и Bellcore
Научная карьера молодого ученого началась в 1981 году с должности пост-докторанта в Корнеллском университете (штат Нью-Йорк, США). Полной неожиданностью для него стало языковое непонимание: американцы не воспринимали язык французского ученого, и ему вначале приходилось писать информацию на листке бумаги. Посещения занятий также сопровождались для Тараскона языковыми трудностями, при этом за странный юго-западный акцент американцы считали его техасцем. В итоге он был вынужден днём работать в лаборатории, а вечером посещать курсы английского языка.
Его первые работы были сосредоточены на исследовании электронных свойств фаз Шевреля и 
высокотемпературных сверхпроводников и поисках материалов для обратимых реакций интеркаляции/деинтеркаляции 
щелочных металлов.
После докторантуры Тараскон продолжил свою научную деятельность в США в лаборатории Bell, поскольку для работы были созданы особые условия: при отсутствии четкого расписания в лаборатории постоянно находился кто-то из сотрудников. К тому же он «никогда не видел так много Нобелевских лауреатов на квадратный метр!».
В компании Bellcore Жан-Мари Тараскон в должности старшего научного сотрудника отделения химии твердого тела в течение семи лет проводил фундаментальные исследования, связанные со сверхпроводящими купратами, кислородной нестехиометрией, катионными замещениями и магнетизмом.
Однако землетрясение в 1989 году в Лома Приета (штат Калифорния) показало несостоятельность применяемых в телекоммуникационных системах 
свинцовых аккумуляторов: вместо заявленных восьми часов автономной работы они выдерживали только один час. Это происшествие изменило направление исследований Bellcore, и в одночасье Жан-Мари Тараскон возглавил научную группу, занимающуюся системами электрохимического накопления энергии, в частности, литий-ионными технологиями, все ещё находящимися в стадии разработки.
Идея создания литий-ионной полимерной батареи посетила Тараскона в 1991 году в кафетерии лаборатории Bellcore во время разговора с Полом Уорреном, специалистом по полимерным пластмассам. Поскольку два электрода аккумулятора «купаются» в жидкости — электролите, то почему бы не ввести электролит внутрь полимера, в котором два электрода были бы запечатаны? Через четыре года научная группа Тараскона разработала первые литий-ионные полимерные аккумуляторы. Изобретение герметичной и принимающей любую форму батареи принесло Тараскону всемирную репутацию и привело к 40 патентам.
После предложения в 1980 году Джона Гуденафа с коллегами использовать LiCoO2 в качестве катода в литий-ионных аккумуляторах, Жан-Мари обратился к фундаментальному исследованию данного вопроса. Его группа применяла различные методы синтеза «мягкой химии» и физико-химические методы исследования для идентификации происходящих процессов. Многие результаты позволили серьёзно продвинуться вперед и устранить недостатки предлагаемых для коммерциализации электродных материалов. Например, создание жидкого электролита на основе LiPF6 и циклических и ациклических поликарбонатов обеспечило хорошие устойчивые электрохимические характеристики катодного материала со структурой шпинели LiMn2O4 и позволило коммерциализировать его в связи с более высоким потенциалом уже используемого LiCoO2. Дальнейшая работа в области разработок батарей на основе LiMn2O4, в частности, усовершенствование методов нанесения покрытия, привела к созданию проекта Альянс Renault-Nissan.

### Франция: ALISTORE-ERI
Вернувшись в 1995 году во Францию, ученый руководил лабораторией синтеза и химии твердого тела в университете Пикардии Жюль Верна, занимаясь и исследованиями в области электрохимии.
В 2001 году Ж.-М. Тараскон при участии Мишеля Армана, ученого-химика из университета Монреаля, опубликовал в ведущем научном журнале Nature важную обзорную статью, выдвинувшую его в ряды ведущих мировых специалистов по системам хранения и накопления энергии: «Проблемы и задачи перезаряжаемых литиевых батарей».
В 2003 году профессор Жан-Мари Тараскон создал и руководил до 2010 года первой Европейской исследовательской сетью ALISTORE (англ.), сумев объединить ведущие европейские лаборатории для проведения совместных исследований литий-ионных батарей на международном уровне. Областями исследовательской деятельности сети являются электродные материалы и электролиты для литий-ионных и с 2008 года натрий-ионных аккумуляторов.
В 2008 году сеть ALISTORE стала финансово независимым европейским исследовательским институтом ALISTORE—ERI (англ.) благодаря ассоциации с промышленностью. Сегодня она объединяет 23 академических лабораторий (8 стран) и 18 промышленных компаний, которые совместно работают над усовершенствованием существующих батарей и разработкой технологий будущего. Также сеть включает в себя этап академической подготовки следующего поколения талантливых студентов — двухгодичную программу по материаловедению и электрохимии Erasmus Mundus, преподаваемую на английском языке в 5 университетах 4 европейских стран: Варшавского университета в Польше, университета Тулузы III Поля Сабатье и университета Пикардии Жюля Верна во Франции, университета Любляны в Словения и университет Васко в Бильбао в Испании. С 2010 по 2017 год сеть возглавляли профессор Патрис Симон (Франция) и ученица профессора Тараскона — M. Rosa Palacin (Испания), проходившая у него постдоктарантуру в 1997—1999 годах в университете Пикардии Жюль Верна.
 Тараскон многое почерпнул из системы работы в США и внедрил в деятельность сети. В частности, для поддержания научного азарта и энтузиазма сотрудников руководитель научной группы каждые три месяца проводит «мозговые штурмы».

### Франция: RS2E
В 2010 году университет Санта-Барбара (штат Калифорния, США) предложил Тараскону возглавить кафедру, но проведя там несколько недель, он осознал, что все изменилось: «У всех исследователей свои стартапы, их никогда не бывает в лаборатории, и я не хочу больше делиться ни с кем своими идеями». Однако, вернувшись во Францию, он начинает готовиться к переезду и обсуждает это со своим другом Ronan Stephan, генеральным директором по исследованиям и инновациям в Министерстве образования и бывшим президентом Технологического университета в Компьене. В итоге министр высшего образования и исследований Франции Valérie Pécresse предложила ученому проект Французской сети исследований и технологий систем хранения электрохимической энергии RS2E (фр.). Исследователь предпочел Пикардию Калифорнии — за день до назначенной даты отъезда Тараскон позвонил в университет Санта-Барбара и объявил, что не приедет.
Поскольку, как считает Тараскон, «инновации возникают только в результате обсуждений и совместной работы», созданная в 2011 году Французская сеть RS2E (фр.) объединяет 17 академических лабораторий, 3 исследовательских центра и 15 промышленных партнёров.
Исследования профессора Тараскона являются источником понимания механизмов реакций интеркаляции/деинтеркаляции щелочных металлов, синтеза новых электродных материалов и электролитов, а также разработки более эффективных литий-ионных батарей. Он верит в междисциплинарные исследования: «Нет Грааля, который нужно открыть. Нам просто нужно улучшить то, что у нас есть». Профессор Жан-Мари Тараскона стремится решить одну из самых сложных технологических задач: изобрести новые более эффективные, безопасные и экологичные способы хранения энергии для благоразумного управления энергетическими ресурсами планеты. Так в ноябре 2017 года RS2E (фр.) создала первый прототип натрий-ионной батареи «18650», не уступающий по характеристикам своим литий-ионным аналогам.
Научный коллектив кафедры «Химия твердого тела и Энергия» (фр.) профессора Жана-Мари Тараскона в Коллеж де Франс составляет более 20 ученых из более 9 стран мира. Областью исследований группы являются материалы для устройств накопления и преобразования энергии. Сегодняшние научные интересы связаны с: литий-ионными батареями, в частности с литий-обогащенными фазами для катодных материалов, полианионными соединениями и ионными проводниками. Также группа специализируется на создании прототипов натриевых батарей и изучении металл-воздушных батарей и проблем электрокатализа.
Профессор Жан-Мари Тараскон был членом редколлегий журналов «Journal of Solid State Ionics», «Journal of European», «Solid State Electrochemistry», «Journal of Materials Chemistry», «Journal of Solid State Sciences». В настоящее время он сотрудничает с журналами «Comptes Rendus de l’Académie des Sciences», «Journal of Energy & Environment science» и «Chemistry of Materials».
Профессор Жан-Мари Тараскон был избран членом многих национальных и зарубежных научных сообществ, консультационных и редакционных советов, научных советов промышленных компаний. С 2006 года он является членом Европейской экспертно-консультативной группы по нанотехнологиям, материалам и технологиям производства (NMP); с 2008 года — членом Ученого совета по созданию нового французского синхротрона «SOLEIL» и членом консультационного совета исследовательского института CIC Energigune Испании; с 2009 года — членом консультативного совета трех подразделений Научного центра энергетических исследований EFRC в США.
В качестве научного консультанта профессор Тараскон принимает участие в деятельности различных промышленных партнёров: «Renault», «Wildcat», «Solvionics», «Arkema», а также высшей инженерной школы «IFP School».
Профессор Жан-Мари Тараскон разработал основы авторитетного курса магистров Erasmus Mundus «Материалы для хранения и преобразования энергии» сети ALISTORE—ERI (англ.) и также читал курсы лекции в Коллеж де Франс по темам «Химия материалов и энергии. Примеры и будущее тысячелетней науки» (2010, 2014), «Энергия: электрохимическое хранение и устойчивое развитие» (2010).
Профессор Жан-Мари Тараскон является изобретателем более 85 запатентованных инноваций (по данным 2017 года), из которых более 20 были лицензированы для международных компаний и 7 нашли коммерческое применение; автор почти 700 публикаций и соавтор 2 книг.
В рамках управленческой деятельности профессор Тараскон руководил многочисленными группами исследователей, в настоящее время он руководит научной группой, в которую входит 150 человек.
С тех пор, как он вернулся во Францию в 1995 году, в рамках преподавательской деятельности он руководил работой более 60 аспирантов, под его руководством было защищено 45 диссертационных работ на степень Ph.D..

## Награды и почётные звания
Научная деятельность профессора Жан Мари Тараскона по развитию систем хранения электрохимической энергии отмечена многими престижными национальными и иностранными премиями и медалями:
Премия Bellcore за выдающиеся достижения (1987), премия Президента Bellcore (1993), премия «Лучшая технология года» за литий-ионную пластиковую батарею (1994).
Премия «R & D 100» за разработку перезаряжаемой батареи LiMn2O4/C (1994), премия «Популярная механика» и «R & D 100» за разработку Li-ion пластиковых батарей (1995).
Премии Международной ассоциации аккумуляторных материалов «IBA Research Award» (англ.) (1995) за выдающиеся достижения в области преобразования и хранения электрохимической энергии — за Li-ion батарею LiMn2O4/C (1995) и «IBA Yeager Award» (англ.) (2015) за выдающийся вклад в науку об электрохимическом преобразовании и хранении энергии.
Награда журнала «Electrochemical Society» в области аккумуляторных технологий (1997), патентная премия Томаса Алвы Эдисон (2001).
Премия «Prix du rayonnement Français» в номинации «Математические и физические науки» за распространение влияния Франции в мире (2004).
Премия «ISI» Международного статистического института в номинации «15 ведущих ученых Франции, наиболее цитируемых за последние 20 лет» (2004).
Премия «Японские материалы» Национального института материаловедения NIMS Японии (2010).
Премия «ENI Award» в номинации «Защита окружающей среды» — аналог «Нобелевской премии в области энергетических исследований» (2011)
Премия «Prix Pierre SÜE» Французского химического общества (фр.) (2011) за вклад в развитие электрохимии, имеющий важное прикладное значение для промышленности (2011).
Премия «IALB Research Award» Международной ассоциации литиевых батарей (2013).
Премия Столетия Королевского химического общества за выдающийся вклад в разработку и понимание природы новых ионных проводников и электродных материалов для литий-ионных батарей (2015).
Премия «Catalan- Sabatier» Испанского королевского общества (2016).
Премия Израиля имени Эрика и Шейлы Самсона (один из двух лауреатов) за новаторские исследования в области альтернативных видов топлива для транспорта (2017).
Премия Бальцана (2020).
Медаль Вольта (2002); Золотая медаль университета Пикардии имени Жюль Верна (2008); Кавалер Ордена Почётного легиона (2009); медаль НЦНИ Франции за инновации(2017).
Почетные звания: член-корреспондент Французской Академии наук (1999), член Академии искусств, наук и гуманитарных наук (англ.) (2001), избран в Почетный зал славы изобретателей Нью-Джерси (2001), член Института Университета Франции (фр.) (2002), член Французской Академии наук (2004), иностранный член Королевского химического общества (2014).

## Основные труды
- J.-M. Tarascon, P. Simon. Electrochemical Energy Storage: The Benefits of Nanomaterials (chapter 7) in Nanotechnology for the Energy Challenge // Под ред. García‐Martínez J. Weinheim: Wiley, 2010. 477 с. (англ.).
- J.-M. Tarascon, P. Simon. Electrochemical Energy Storage. London, Hoboken: Wiley, 2015. 76 с. (англ.).
- J.-M. Tarascon. Chemistry of Materials and Energy. Examples and Future of a Millennial Science // Collège de France (англ.).